# Porwanie Baltazara Gąbki (serial animowany)
Porwanie Baltazara Gąbki – polski kolorowy serial animowany, zrealizowany w latach 1969–1970 na podstawie książki autorstwa Stanisława Pagaczewskiego pod tytułem Porwanie Baltazara Gąbki (1965). Każdy odcinek trwa około 6 minut.

## Opis fabuły
Słynny badacz, a także autor wielu rozpraw naukowych z biologii, Baltazar Gąbka wyrusza do Krainy Deszczowców w celu obserwacji obyczajów żab latających oraz zebrania nowych informacji do swojej pracy. Jego długa nieobecność w ojczyźnie niepokoi księcia Kraka, który rozkazuje zorganizować ekspedycję, mającą na celu sprowadzenie naukowca do kraju. Z Krakowa na ratunek udaje się ekspedycja, w której skład wchodzą Smok Wawelski oraz Bartolini Bartłomiej herbu Zielona Pietruszka (nadworny kucharz). Wyruszają do Krainy Deszczowców samochodem-amfibią. Ich tropem podąża szpieg z Krainy Deszczowców, Don Pedro de Pommidore.

## Obsada
- Wiktor Sadecki – Smok Wawelski
- Roman Stankiewicz – Bartolini Bartłomiej herbu Zielona Pietruszka
- Jerzy Nowak – Don Pedro de Pommidore

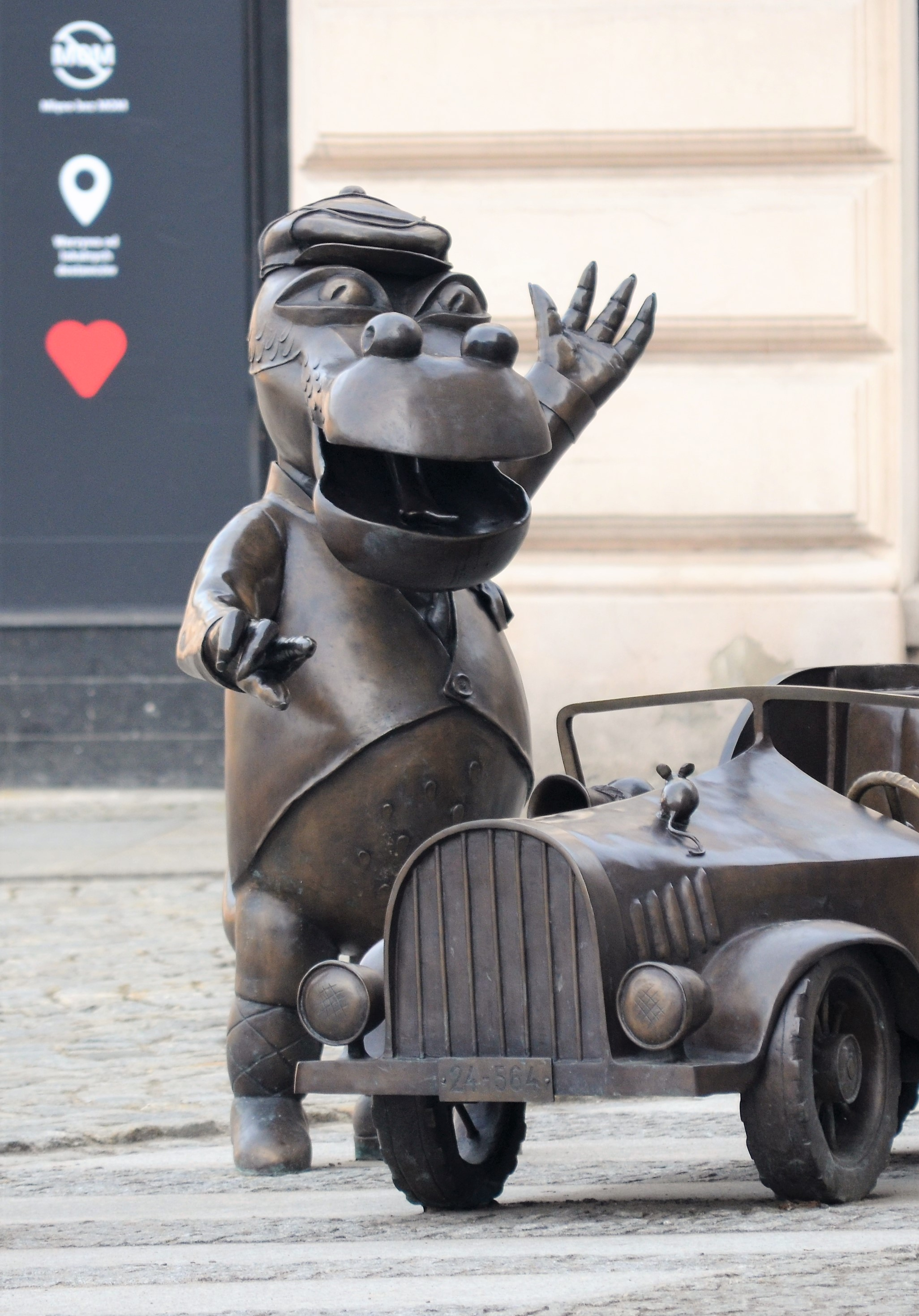
Smok Wawelski
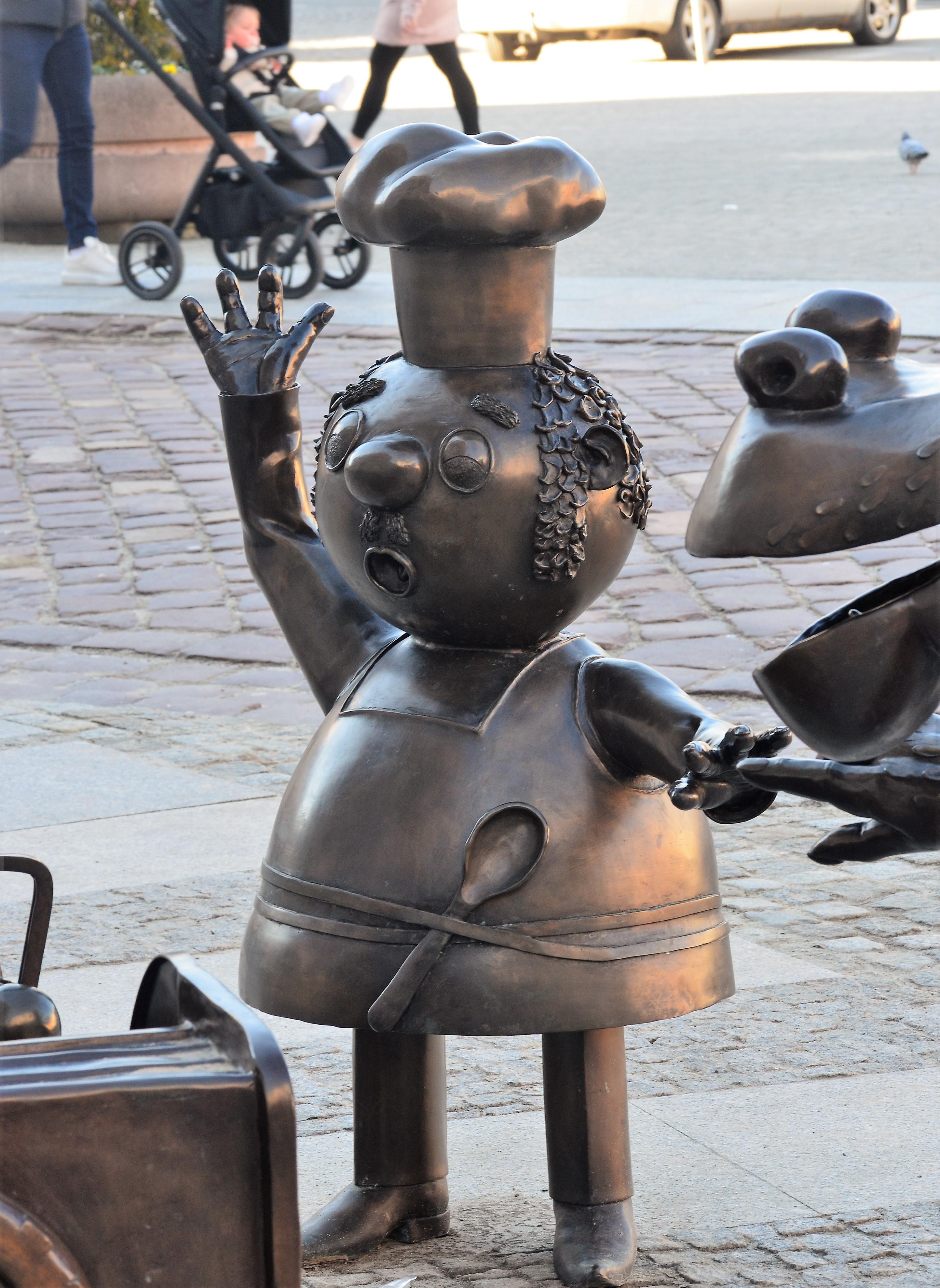
Bartolini Bartłomiej herbu Zielona Pietruszka
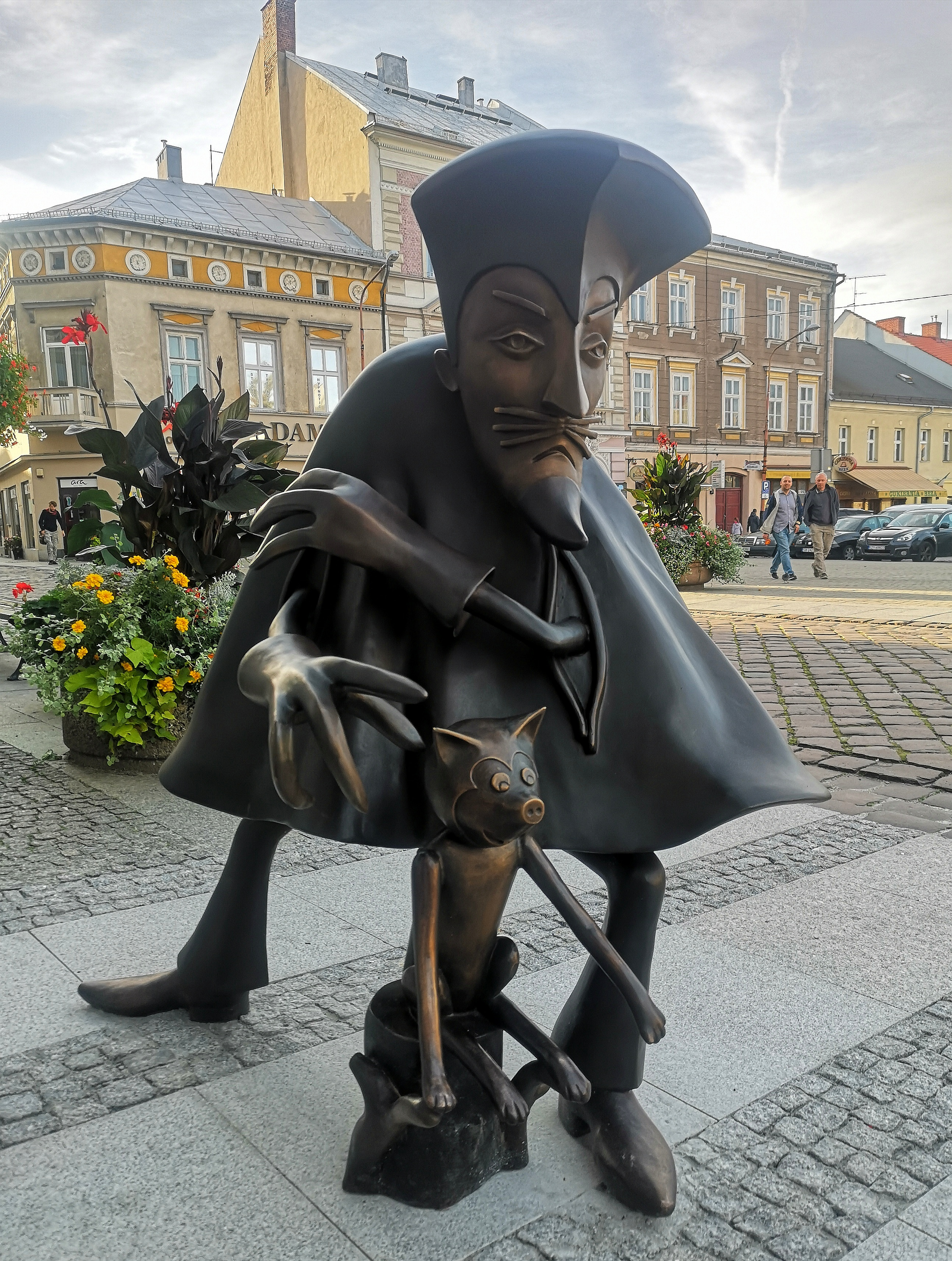
Tajemniczy Don Pedro de Pommidore, szpieg z Krainy Deszczowców

## Lista odcinków
| 1 | Smok – Expedition               | 1969 | Władysław Nehrebecki |
| Książę Krak wysyła Smoka Wawelskiego oraz kucharza Bartłomieja Bartoliniego na wyprawę do Krainy Deszczowców w celu odnalezienia zaginionego naukowca – profesora Baltazara Gąbki. Już na początku podróży dowiadują się, że ich śladem podąża Don Pedro (kryptonim: X-54) – tajemniczy szpieg z Krainy Deszczowców. |                                 |      |                      |
| 2 | W zbójeckim obozie              | 1969 | Alfred Ledwig        |
| Smok Wawelski wraz z kucharzem Bartolinim spotykają na swojej drodze zbójców, którzy są bardzo mili. Nazywają siebie „antyzbójcami”. Zamiast okraść bohaterów, goszczą ich, a na pożegnanie obdarowują workiem pieniędzy. |                                 |      |                      |
| 3 | Oberża Pod Wesołym Karakonem    | 1969 | Edward Wątor         |
| Smok i Bartolini zajeżdżają do Oberży Pod Wesołym Karakonem, do której, zaraz za nimi, wchodzi zakamuflowany Don Pedro de Pommidore. Szpieg próbuje otruć Smoka oraz kucharza, a w nocy spuszcza bohaterom powietrze z opon w amfibii, po czym odjeżdża. |                                 |      |                      |
| 4 | Spotkanie ze smokiem Mlekopijem | 1969 | Józef Byrdy          |
| Bohaterowie przekraczają granicę Krakostanu i wjeżdżają na teren Krainy Psiogłowców. Po krótkim spotkaniu z dwoma, kłócącymi się psiogłowcami, docierają do jamy kuzyna Smoka Wawelskiego – trzygłowego smoka Mlekopija, który to informuje bohaterów, że radio „Kibi-Kibi” poinformowało wczoraj wieczorem o aresztowaniu profesora Baltazara Gąbki. Całą rozmowę podsłuchuje Don Pedro. |                                 |      |                      |
| 5 | W krainie króla Słoneczko       | 1969 | Edward Wątor         |
| Don Pedro dociera do Słonecji – krainy króla Słoneczko XV i informuje władcę, że na terenie jego państwa przebywa dwóch nieopalonych osobników (chodzi o Smoka Wawelskiego i Bartoliniego). Król uznaje to za skandal i każe swojej straży odszukać bohaterów, pojmać ich i przymusowo opalić. |                                 |      |                      |
| 6 | Ucieczka                        | 1969 | Bronisław Zeman      |
| Bohaterowie budzą się po drzemce i orientują się, że są otoczeni płotem, a obok nich stoi beczka z olejkiem do opalania, dwie pary okularów przeciwsłonecznych i list, w którym król Słoneczko napisał, że ma zamiar wypuścić gości dopiero za dwa tygodnie, gdy nabiorą porządnej opalenizny. Smok Wawelski opracowuje plan ucieczki, w którym ma im pomóc osioł Don Pedra. |                                 |      |                      |
| 7 | W krainie Bo-Bo                 | 1970 | Wacław Wajser        |
| Smok Wawelski i Bartolini docierają do Krainy Gburowatego Hipopotama, który to informuje ich, że droga do Krainy Deszczowców wiedzie przez trzy morza. Ponieważ takiej odległości nie można pokonać amfibią, stado miłych małpek pomaga im zbudować tratwę. |                                 |      |                      |
| 8 | Przez trzy morza                | 1970 | Edward Wątor         |
| Podczas wędkowania Bartolini natrafia na rozzłoszczoną rybę-piłę, która przedziurawia zbiornik z benzyną dla amfibii. Całe paliwo wycieka, a tratwa chwilowo nie ma napędu. Bartolini wpada w panikę, ale Smok Wawelski przerabia obrus na prowizoryczny żagiel i od tej pory płyną dzięki sile wiatru. Jakiś czas później Don Pedro, korzystając z drzemki bohaterów, wchodzi na pokład, a następnie rozcina liny mocujące belki tratwy. Podczas sztormu statek rozpada się, ale bohaterowie znajdują siebie nawzajem, po czym szczęśliwie znajdują swoją amfibię oraz kanister z benzyną. |                                 |      |                      |
| 9 | Przez kraj Deszczowców          | 1969 | Stanisław Dülz       |
| Podróżując przez Krainę Deszczowców, Smok Wawelski i Bartolini kilka razy, nieświadomie, szczęśliwie omijają zasadzki, zastawione na nich przez Don Pedra. W końcu trafiają do strażnicy, w której przebrany szpieg próbuje najpierw otruć Smoka, po czym kradnie bohaterom amfibię. Jego nieumiejętność prowadzenia tego pojazdu sprawia, że samochód wkrótce trafia z powrotem do właścicieli. |                                 |      |                      |
| 10 | Zdobycie pałacu                 | 1970 | Stanisław Dülz       |
| Smok Wawelski i Bartolini docierają do stolicy Krainy Deszczowców. Straż nieskutecznie próbuje ich zatopić, ale bohaterowie forsują bramę, pokonują całą gwardię pałacową i w rezultacie zdobywają stolicę. Przypadkiem odnajdują króla Deszczowców, schowanego w kadzi z wodą. Władca wyjawia im, że profesor Baltazar Gąbka został zesłany do Mokrych Dołów. Bohaterowie zamykają króla Deszczowców w pałacowej suszarni, po czym ruszają w dalszą drogę. |                                 |      |                      |
| 11 | Nocna bitwa                     | 1970 | Józef Byrdy          |
| W drodze do Mokrych Dołów Smok Wawelski i Bartolini spotykają konwój dowodzony przez Wira-Siąpawicę. Dochodzi do bitwy, w której Smok rozgramia cały oddział Deszczowców. Pokonani uciekają, a Smok wyprowadza z opancerzonej karety więzionego profesora Baltazara Gąbkę. Uczony dziękuje wybawcom i powraca do swoich badań. Smok Wawelski i Bartolini, po zakończonej misji, kierują się z powrotem do Krakowa. |                                 |      |                      |
| 12 | Don Pedro                       | 1970 | Wacław Wajser        |
| Smok Wawelski i Bartolini zatrzymują się na posiłek. W tym czasie Don Pedro zakłada katapultę-pułapkę, w którą omyłkowo sam wpada. Zostaje wystrzelony i zawisa na czubku drzewa na skarpie. Smokowi po kilku próbach w końcu udaje się sprowadzić Don Pedra na ziemię. Ten obiecuje, że w zamian za uratowanie życia zmieni się i nie będzie już wyrządzał nikomu złych uczynków. |                                 |      |                      |
| 13 | Kierunek Kraków                 | 1970 | Stanisław Dülz       |
| Bohaterowie obierają kurs na Kraków. Żeby szybciej pokonać znaczną odległość, przerabiają amfibię na samolot. W Krakowie tłumy ludzi witają ich wielkimi owacjami. |                                 |      |                      |

## Dodatkowe informacje
Odcinek „Smok – Expedition” został wydany w wersji zrekonstruowanej cyfrowo w 2013 roku wyłącznie na DVD w Klasyce Polskiej Bajki pt. „Porwanie Baltazara Gąbki i inne bajki” z dystrybutorem DMMS Media Distribution wraz z odcinkami: z serialu „Wyprawa profesora Gąbki” („Pierwszy myping” i „W nasturcji”), z serialu „Reksio” („Reksio i koguty”), z serialu „Podróże kapitana Klipera” („Na lodzie”) oraz z serialu „Przygody Myszki” („Myszka i mucha”).
Pomimo że w tytule jest Baltazar Gąbka, co sugeruje, że jest głównym bohaterem, to występuje tylko w odcinku 11 i jest postacią epizodyczną, a głównymi bohaterami są: Smok Wawelski, Bartłomiej Bartolini herbu Zielona Pietruszka oraz Don Pedro.